# TFTP
TFTP (Trivial File Transfer Protocol) je jednostavan protokol za prijenos datoteka korištenjem UDP protokola (port 69). Često se koristi kod usmjernika i drugih uređaja koji nemaju diskove za pohranu većih količina podataka.